# 莫里斯·利贝尔
莫里斯·利贝尔（法語：Maurice Liber，1884年9月19日—1956年11月23日）出生於波蘭首都華沙，曾擔任法國拉比。

## 生平
1907年，畢業於巴黎拉比學校，最初在巴黎大猶太會堂擔任拉比。後在高等研究應用學院時接替以色列·萊維，教授塔木德和猶太教教義。
1930年，利贝尔加入世界猶太聯盟。1932年至1951年，擔任法國猶太神學院（SIF）院長，並教授猶太歷史。1934年被派任臨時法國首席拉比，以幫助年邁的以色列·萊維。